# Biochimica et Biophysica Acta
Pour les articles homonymes, voir BBA.
Biochimica et Biophysica Acta (abrégé en Biochim. Biophys. Acta ou BBA) est une revue scientifique à comité de lecture qui publie des articles de recherches originales concernant la biochimie et la biophysique.

## Histoire
Au cours de son histoire, le journal s'est divisé en différentes sections :
- Biochimica et Biophysica Acta, 1947-1963  (ISSN 0006-3002)

1re section :
- BBA - General Subjects, 1964-en cours, facteur d'impact 4,381 en 2014  (ISSN 0304-4165)[1]

2e et 3e sections :
- BBA - Specialized Section on Biophysical Subjects, 1964,  (ISSN 0926-6577)[2]
- BBA - Biophysics including Photosynthesis, 1964-1966,  (ISSN 0926-6585)[3]
- BBA - Reviews on Bioenergetics, 1973-1987,  (ISSN 0304-4173)[4]
- BBA - Bioenergetics, 1967-en cours, facteur d'impact 5,353 en 2014  (ISSN 0005-2728)[5]
- BBA - Biomembranes, 1967-en cours, facteur d'impact 3,836 en 2014  (ISSN 0005-2736)[6]

4e section :
- BBA - Specialized Section on Nucleic Acids and Related Subjects, 1962-1964,  (ISSN 0926-6550)[7]
- BBA - Nucleic Acids and Protein Synthesis, 1963-1981,  (ISSN 0005-2787)[8]
- BBA - Gene Structure and Expression, 1982-2007,  (ISSN 0167-4781)[9]
- BBA - Gene Regulatory Mechanisms, 2008-en cours, facteur d'impact 6,332 en 2014  (ISSN 1874-9399)[10]

5e section :
- BBA - Molecular Basis of Disease, 1990-en cours, facteur d'impact 4,882 en 2014  (ISSN 0925-4439)[11]

6e section :
- BBA - Specialized Section on Lipids and Related Subjects, 1963-1964,  (ISSN 0926-6542)[12]
- BBA - Lipids and Lipid Metabolism, 1965-1998,  (ISSN 0005-2760)[13]
- BBA - Molecular and Cell Biology of Lipids, 1998-en cours, facteur d'impact 5,162 en 2014  (ISSN 1388-1981)[14]

7e section :
- BBA - Molecular Cell Research, 1982-en cours, facteur d'impact 5,019 en 2014  (ISSN 0167-4889)[15]

8e section :
- BBA - Specialized Section on Enzymological Subjects, 1963-1964,  (ISSN 0926-6569)[16]
- BBA - Enzymology and Biological Oxidation, 1965-1966,  (ISSN 0926-6593)[17]
- BBA - Enzymology, 1967-1981,  (ISSN 0005-2744)[18]
- BBA - Protein Structure, 1967-1981,  (ISSN 0005-2795)[19]
- BBA - Protein Structure and Molecular Enzymology, 1982-2002,  (ISSN 0167-4838)[20]
- BBA - Proteins and Proteomics, 2002-en cours, facteur d'impact 2,747 en 2014  (ISSN 1570-9639)[21]

9e section :
- BBA - Reviews on Cancer, 1974-en cours, facteur d'impact 7,845 en 2014  (ISSN 0304-419X)[22]